# Alain Rohr
Alain Rohr (Bern, 25 december 1971) is een voormalige Zwitserse atleet, die was gespecialiseerd in de 400 m horden. Daarnaast deed hij ook van zich spreken op de 400 m. In deze laatste discipline veroverde hij zelfs een achttal nationale titels. Hij nam tweemaal deel aan Olympische Spelen, maar wist bij die gelegenheden geen medailles te veroveren. 

## Loopbaan
In 1996 maakte Rohr voor het eerst deel uit van de Zwitserse ploeg die deelnam aan de Olympische Spelen in Atlanta. Samen met Laurent Clerc, Kevin Widmer en Mathias Rusterholz drong hij op de 4 x 400 m estafette door tot de halve finale, waarin het Zwitserse team op een vierde plaats bleef steken. Vier jaar later, in 2000, was hij er op de Spelen in Sydney opnieuw bij, maar samen met Laurent Clerc, Nicolas Baeriswyl en André Bucher kwam hij deze keer niet verder dan de series. Eerder dat jaar was hij overigens vijfde geworden op de 400 m tijdens de Europese indoorkampioenschappen in Gent. 
In 2001 werd Rohr op de wereldkampioenschappen in Edmonton met een vierde plaats uitgeschakeld in de series van de 400 m horden. Een jaar later verbeterde hij samen met Marcel Schelbert, Laurent Clerc en Mathias Rusterholz tijdens de WK in Sevilla het Zwitserse record op de 4 x 400 m estafette tot 3.02,46, maar verder dan een vijfde plaats in hun serie kwamen ze er niet mee.   
In 2004 leverde Alain Rohr op dit estafettenummer wellicht zijn beste prestatie door, samen met zijn teamgenoten Cédric El-Idrissi, Martin Leiser en Andreas Oggenfuss, vierde te worden tijdens de wereldindoorkampioenschappen in Boedapest. Eerder die dag had hetzelfde viertal in de series zelfs een tijd gerealiseerd van 3.09,04, een nationaal indoorrecord.
Tijdens het baanseizoen slaagde hij er echter niet in om zich te kwalificeren voor zijn derde Olympische Spelen, die van Athene. Bij een wedstrijd in La Chaux-de-Fonds kwam hij op de 400 m horden tot 49,21 s, één honderdste seconde verwijderd van de vereiste kwalificatielimiet van 49,20 en twee honderdste seconde boven zijn PR.
Aan het eind van 2004 zette Alain Rohr een punt achter zijn carrière.

## Titels
- Zwitsers kampioen 400 m - 1998, 2002
- Zwitsers kampioen 400 m horden - 2001
- Zwitsers indoorkampioen 400 m - 1999, 2000, 2001, 2002, 2003, 2004

## Persoonlijke records
Outdoor
| Onderdeel    | Prestatie | Datum            | Plaats            |
| ------------ | --------- | ---------------- | ----------------- |
| 300 m        | 33,30 s   | 1 juni 2000      | Langenthal        |
| 400 m        | 45,77 s   | 13 augustus 2000 | La Chaux-de-Fonds |
| 400 m horden | 49,19 s   | 4 juli 2001      | Lausanne          |

Indoor
| Onderdeel | Prestatie | Datum            | Plaats     |
| --------- | --------- | ---------------- | ---------- |
| 400 m     | 45,92 s   | 13 februari 2000 | Magglingen |

## Palmares

### 400 m
- 2000: 5e EK indoor - 47,98 s (in serie 47,26 s)
- 2001: 5e in serie WK indoor - 47,62 s

### 400 m horden
- 2001: 4e in serie WK - 50,50 s

### 4 x 400 m
- 1996: 6e in ½ fin. OS - 3.05,36 (in serie 3.03,05)
- 1999: 5e in serie WK - 3.02,46 (= nat. rec.)
- 2000: 4e in serie OS - 3.06,01
- 2004: 4e WK indoor - 3.12,62 (in serie 3.09,04 = nat. rec.)